# Cofidis/Saison 2020
Diese Liste beschreibt die Mannschaft und die Erfolge des Radsportteams Cofidis in der Saison 2020.

## Erfolge in den Continental Circuits
Bei den Rennen des UCI Continental Circuits gelangen dem Team nachstehende Erfolge.
| Datum       | Rennen                                       | Kat. | Fahrer          |
| ----------- | -------------------------------------------- | ---- | --------------- |
| 20. Januar  | 1. Etappe La Tropicale Amissa Bongo          | 2.1  | Attilio Viviani |
| 21. Februar | 1. Etappe Tour des Alpes-Maritimes et du Var | 2.1  | Anthony Perez   |

## Mannschaft
| Teamkader 2020                                  | Teamkader 2020     | Teamkader 2020 | Teamkader 2020                                         |
| Name                                            | Geburtsdatum       | Land           | Vorheriges Team                                        |
| ----------------------------------------------- | ------------------ | -------------- | ------------------------------------------------------ |
| Piet Allegaert                                  | 20. Januar 1995    | Belgien        | Sport Vlaanderen-Baloise (2019)                        |
| Fernando Barceló                                | 6. Januar 1996     | Spanien        | Euskadi Basque Country-Murias (2019)                   |
| Natnael Berhane                                 | 5. Januar 1991     | Eritrea        | Dimension Data (2018)                                  |
| Dimitri Claeys                                  | 18. Juni 1987      | Belgien        | Wanty-Groupe Gobert (2016)                             |
| Simone Consonni                                 | 12. September 1994 | Italien        | UAE Team Emirates (2019)                               |
| Nicolas Edet                                    | 2. Dezember 1987   | Frankreich     | Véranda Rideau Sarthe 72 (2010)                        |
| Eddy Finé                                       | 20. November 1997  | Frankreich     | VC Villefranche Beaujolais (2019)                      |
| Nathan Haas                                     | 12. März 1989      | Australien     | Katusha-Alpecin (2019)                                 |
| Jesper Hansen                                   | 23. Oktober 1990   | Dänemark       | Astana (2018)                                          |
| Jesús Herrada                                   | 26. Juli 1990      | Spanien        | Movistar Team (2017)                                   |
| José Herrada                                    | 1. Oktober 1985    | Spanien        | Movistar Team (2017)                                   |
| Victor Lafay                                    | 17. Januar 1996    | Frankreich     | Bourg-en-Bresse Ain Cyclisme (2018)                    |
| Christophe Laporte                              | 11. Dezember 1992  | Frankreich     | AVC Aix-en-Provence (2013)                             |
| Mathias Le Turnier                              | 14. März 1995      | Frankreich     | Océane Top 16 (2016)                                   |
| Cyril Lemoine                                   | 3. März 1983       | Frankreich     | Sojasun (2013)                                         |
| Guillaume Martin                                | 9. Juni 1993       | Frankreich     | Wanty-Gobert (2019)                                    |
| Luis Ángel Maté                                 | 23. März 1984      | Spanien        | Androni Giocattoli-Serramenti PVC Diquigiovanni (2010) |
| Marco Mathis                                    | 7. April 1994      | Deutschland    | Katusha-Alpecin (2018)                                 |
| Emmanuel Morin                                  | 13. März 1995      | Frankreich     | Sojasun espoir-ACNC (2018)                             |
| Anthony Perez                                   | 22. April 1991     | Frankreich     | AVC Aix-en-Provence (2015)                             |
| Pierre-Luc Périchon                             | 4. Januar 1987     | Frankreich     | Fortuneo-Samsic (2018)                                 |
| Stéphane Rossetto                               | 6. April 1987      | Frankreich     | BigMat-Auber 93 (2014)                                 |
| Fabio Sabatini                                  | 18. Februar 1985   | Italien        | Deceuninck-Quick Step (2019)                           |
| Damien Touzé                                    | 7. Juli 1996       | Frankreich     | Saint Michel-Auber 93 (2018)                           |
| Kenneth Vanbilsen                               | 1. Juni 1990       | Belgien        | Topsport Vlaanderen-Baloise (2014)                     |
| Julien Vermote                                  | 26. Juli 1989      | Belgien        | Dimension Data (2019)                                  |
| Attilio Viviani                                 | 18. Oktober 1996   | Italien        | Sangemini-Trevigiani-MG.K Vis (2019)                   |
| Elia Viviani                                    | 7. Februar 1989    | Italien        | Deceuninck-Quick Step (2019)                           |
| Nicolas Prodhomme (1. Aug.–31. Dez., Stagiaire) | 1. Februar 1997    | Frankreich     | Chambéry CF (2019)                                     |
| Enrico Zanoncello (1. Aug.–31. Dez., Stagiaire) | 2. August 1997     | Italien        | Zalf Euromobil Désirée Fior (2020)                     |
|                                                 |                    |                |                                                        |
| Quelle: ProCyclingStats                         |                    |                |                                                        |